# Rox (zangeres)
Roxanne Tataei (Londen, 1988), beter bekend onder haar artiestennaam Rox, is een Brits singer-songwriter van Iraans-Jamaicaanse afkomst.

## Discografie

### Albums
| Album met eventuele hitnotering(en) in de Nederlandse Album Top 100 | Datum van verschijnen | Datum van binnenkomst | Hoogste positie | Aantal weken | Opmerkingen |
| ------------------------------------------------------------------- | --------------------- | --------------------- | --------------- | ------------ | ----------- |
| Memoirs                                                             | 04-06-2010            | 12-06-2010            | 37              | 8            |             |

### Singles
| Single met eventuele hitnotering(en) in de Nederlandse Top 40 | Datum van verschijnen | Datum van binnenkomst | Hoogste positie | Aantal weken | Opmerkingen                 |
| ------------------------------------------------------------- | --------------------- | --------------------- | --------------- | ------------ | --------------------------- |
| My baby left me                                               | 22-03-2010            | 10-04-2010            | 12              | 12           | Nr. 47 in de Single Top 100 |

| Single met hitnotering(en) in de Vlaamse Ultratop 50 | Datum van verschijnen | Datum van binnenkomst | Hoogste positie | Aantal weken | Opmerkingen |
| ---------------------------------------------------- | --------------------- | --------------------- | --------------- | ------------ | ----------- |
| My baby left me                                      | 2010                  | 24-04-2010            | tip7            | -            |             |

- Gemeinsame Normdatei: 141746807
- International Standard Name Identifier: 0000 0000 8765 9334
- Library of Congress Control Number: no2011194779
- MusicBrainz: db45b7a7-bc06-4831-b028-91d467fa6ad3
- Virtual International Authority File: 127224261
- WorldCat: E39PBJbWBtwTrkHRwQFCRfbjmd